# Mars Orbiter Mission
|  | «MOM» redirigeix aquí. Vegeu-ne altres significats a «Message-oriented middleware». |

El Mars Orbiter Mission (MOM), informalment anomenat Mangalyaan (en sànscrit: मंगलयान), ("nau marciana") és un orbitador de Mart que va ser enlairat amb èxit en òrbita terrestre el 5 de novembre de 2013 per la Indian Space Research Organisation (ISRO). La missió és un projecte de "demostració tecnològica" amb l'objectiu de desenvolupar tecnologies requerides per disseny, planificació, control i operacions d'una missió interplanetària.
La sonda Mars Orbiter Mission es va enlairar de la Primera Plataforma de Llançament a Sriharikota, Andhra Pradesh, utilitzant un coet Polar Satellite Launch Vehicle (PSLV) C25 a les 09:08 UTC (2:38 PM IST) el 5 de novembre de 2013. La finestra de llançament va ser d'aproximadament 20 dies de duració i va començar el 28 d'octubre. La Mars Orbiter Mission és la primera missió interplanetària de l'Índia. Si es realitza amb èxit, la ISRO es convertiria en la quarta agència espacial en arribar a Mart, després del programa espacial soviètic, la NASA, i l'ESA.
La sonda MOM ca passar en òrbita terrestre on va realitzar una sèrie de sis maniobres orbitals per augmentar l'altura abans d'una inserció programada en una òrbita de transferència de Mart heliocèntrica el 30 de novembre de 2013.
El dia 23 de setembre de 2014 la sonda va entrar amb èxit a una òrbita marciana per tal d'iniciar seguidament l'estudi de l'atmosfera del planeta, essent l'Índia el primer país asiàtic que ho aconsegueix.

## Objectius
L'objectiu principal de la Mars Orbiter Mission és donar a conèixer els sistemes de llançament de coets de l'Índia, la seva capacitat de construcció i operació de naus espacials. L'objectiu secundari és explorar algunes de les característiques de Mart: la superfície, la morfologia, la mineralogia i l'atmosfera de Mart, utilitzant instruments científics propis. L'objectiu general d'aquesta primera missió índia a Mart és desenvolupar les tecnologies necessàries per al disseny, la planificació, la gestió i operació d'una missió interplanetària, que comprèn les següents tasques principals:
- Disseny i realització d'un orbitador de Mart amb capacitat per realitzar maniobres, fase de creuer de 300 dies, inserció en l'òrbita de Mart inserció, i la fase en òrbita al voltant de Mart.
- Comunicació d'espai profund, navegació, planificació i gestió de la missió.
- Incorporar funcions autònomes per manejar situacions d'emergència.

## Òrbita inicial prèvia al viatge a Mart
Per raons d'estalvi de combustible i pes de la sonda, i especialment a causa que la potència del coet utilitzat és petita, es va decidir que la trajectòria òptima cap a Mart inclogués sis òrbites inicials a la Terra. En cada òrbita es va augmentar la distància a l'apogeu. Per aconseguir aquest augment gradual de l'òrbita, la sonda va encendre el seu motor durant uns segons quan es trobava en el perigeu. D'aquesta forma, amb un mínim de combustible la sonda va ser guanyant velocitat i distància d'apogeu.
Finalment quan la sonda va passar per sisena vegada pel perigeu, el motor va donar l'impuls necessari per posar-se en trajectòria hiperbòlica en direcció al planeta Mart. Això va ser realitzat el dia 30 de novembre de 2013.

## Arribada a Mart
El dia 23 de setembre de 2014 la sonda va entrar amb èxit a una òrbita marciana per tal d'iniciar seguidament l'estudi de l'atmosfera del planeta, essent l'Índia el primer país asiàtic que ho aconsegueix.

## Instruments
La càrrega útil de 15 kg i està integrada per 5 instruments:
- Mars Exospheric Neutral Composition Analyzer (MENCA) – Instrument per a anàlisi de l'atmosfera.
- Methane Sensor For Mars (MSM) – Instrument per a anàlisi de l'atmosfera.
- Mars Color Camera (MCC) – Càmera en color.
- Probe For Infrared Spectroscopy for Mars (PRISM) – Càmera d'infrarojos.
- Lyman-alpha photometer – Instrument per a mesurar l'hidrogen en l'atmosfera marciana.